# خوليان تروخييو لارجاتشا
خوليان تروخييو لارجاتشا (بالإسبانية: Julián Trujillo Largacha)‏ محامي وسياسي وعسكري ورجل دولة كولومبي، وُلد في كوكا عام 1828. شغل منصب رئاسة الولايات المتحدة الكولومبية في الفترة من 1878 حتى عام 1880. على الرغم من أن تخرجه من كلية الحقوق، إلا أنه أراد المسيرة العسكرية أكثر من الاعدادات القانونية. حارب شأنه شأن القادة الاخرين المنتمين للقرن التاسع عشر ضد ديكاتورية الجنرال خوسيه ماريا ميلو، وضد حكومة الاتحاد الغرناطي لماريانو أوسبينا رودريجيث. انضم إلى الحزب الليبرالي الكولومبي، والذي تحت لواءه شارك في العديد من المؤتمرات وكان وزيرًا للدولة ورئيس ولاية كاوكا وزعيم مدني وعسكري لولاية أنتيوكيا، من بين العديد من المناصب.
يُعد خوليان تروخييو لارجاتشا ممهدًا لحركة التجديد، التي تزعمها كل من رافاييل نونيث وحزب المحافظين الكولومبي فيما بين عامي 1882 و1886.

## سيرته الذاتية
وُلد تروخييو لارجاتشا في بوبايان في 28 يناير عام 1828. وتُوفي في بوغوتا في 18 يولية عام 1883